# Crêpe (tissu)
Pour les articles homonymes, voir Crêpe (homonymie).
Le crêpe est un tissu qui a été travaillé pour avoir un aspect ondulé.
Le mot vient du latin crispus, qui signifie frisé, ondulé, et est devenu cresp en ancien français puis crêpe.
Le crêpe peut se fabriquer avec de la soie ou de la laine, mais on en fait également aujourd'hui à partir de polyester et également de coton. Le tissu original est soumis à une torsion très forte et éventuellement un chauffage pour déformer ses fibres dans une direction donnée.
Jusqu'au début du XXe siècle, en Occident, le crêpe noir était utilisé en signe de deuil : on portait une étoffe de crêpe noir autour du bras ou à son manteau. « Mettre du crêpe à son habit » signifie donc se mettre en deuil.

## Variétés
- Crêpe de Chine
- Crêpe Georgette
- Crêpe Rosalba
- Crêpe Phosphora
- Chirimen